# Bruno Piñatares
Bruno Piñatares Prieto (Montevideo, 25 giugno 1990) è un calciatore uruguaiano, centrocampista del Guaraní.

## Carriera
Bruno Piñatares comincia la sua carriera nel 2007 con la squadra locale del Rentistas, che a fine stagione viene retrocessa dal massimo campionato nazionale.
Nel 2011 passa al Boston River in Segunda División collezionando complessivamente 65 presenze e mettendo a segno 3 reti.

### Portuguesa
Nel 2013 passa alla Portuguesa.

### Western Sydney Wanderers
Il 29 giugno 2016 firma con gli australiani del Western Sydney Wanderers.

## Palmarès

### Club

#### Competizioni nazionali
- Campionato ecuadoriano: 2

Delfín: 2019
Barcelona SC: 2020